# Rhytidoponera chnoopyx
Rhytidoponera chnoopyx är en myrart som beskrevs av Brown 1958. Rhytidoponera chnoopyx ingår i släktet Rhytidoponera och familjen myror. Inga underarter finns listade i Catalogue of Life.